# Robert Dubuc
Pour les articles homonymes, voir Dubuc.
Robert Dubuc, né en 1930 à Domremy et mort le 3 avril 2023 à Montréal, est un traducteur, terminologue, linguiste, auteur et professeur de traduction québécois. Il est surtout connu comme un des pionniers de la théorisation et de l'enseignement universitaire de la terminologie au Québec. Il est notamment l'auteur du Manuel pratique de terminologie, considéré comme un ouvrage de référence dans le domaine. En plus de son activité d'enseignement, il a été directeur des Services linguistiques de Radio-Canada et il a travaillé à la création de la banque de terminologie Termium.

## Distinctions honorifiques
- Membre d'honneur de la Société des traducteurs du Québec (STQ)
- Ordre des francophones d'Amérique (1985)
- Prix Vaugelas du Club de grammaire de Genève (1986)
- Doctorat honorifique de l'Université d'Ottawa (1997)
- Mérite OTTIAQ de l’Ordre des traducteurs, terminologues et interprètes agréés du Québec (2002)
- Bourse Robert-Dubuc de l'Université d'Ottawa

## Publications
- Robert Dubuc, Vocabulaire bilingue du théâtre : anglais-français français-anglais, Leméac, 2 janvier 1979, 174 p. (ISBN 978-2760990548)
- Robert Dubuc, Vocabulaire bilingue de la production télévision : anglais-français, français anglais, Leméac, coll. « Lexiques bilingues », 1982, 402 p. (ISBN 978-2760990555)
- Robert Dubuc, Vocabulaire bilingue de la publicité : anglais-français français-anglais, Lingatech, novembre 1991, 294 p. (ISBN 978-2-920342-21-7)
- Robert Dubuc, En français dans le texte, Linguatech, novembre 2000, 260 p. (ISBN 978-2-920342-36-1 et 978-2-920342-82-8)
- Robert Dubuc, Manuel pratique de terminologie, Linguatech, novembre 2002, 4e éd., 198 p. (ISBN 978-2-920342-42-2 et 978-2-920342-80-4)
- Robert Dubuc, Une grammaire pour écrire, Linguatech, novembre 2007, 2e éd., 326 p. (ISBN 978-2-920342-54-5).
- Robert Dubuc, Au plaisir des mots, Linguatech, novembre 2008, 208 p. (ISBN 978-2-920342-55-2).